# Toivo Tootsen
Toivo Tootsen (* 17. Juni 1943 in Rõuge) ist ein estnischer Schriftsteller und Politiker.

## Leben und Werk
Tootsen machte 1962 sein Abitur und studierte danach von 1963 bis 1968 im Fernstudium an der Universität Tartu estnische Philologie. Seit 1963 arbeitete er auch schon in einer Zeitungsredaktion, von 1967 bis 1996 arbeitete er beim Estnischen Rundfunk. Von 1969 bis 1979 studierte er nebenher Schauspielkunst an der Pädagogischen Hochschule Tallinn. Seit 1999 war er für mehrere Sitzungsperioden Abgeordneter im estnischen Parlament für die Estnische Zentrumspartei.
Tootsen publizierte seit 1957 Geschichten und Humoresken in Zeitschriften, später vor allem Kinderbücher sowie Reisebücher. 

## Bibliografie (Auswahl)
- Jõhvi Joosepi jutupaun. Eesti Raamat, Tallinn 1975. 64 S.
- Ajaviidet. Pila- ja pulalood ehk valimata teosed romaanist rahvajutuni. s.n., Tallinn 1992. 31, [1] S.
- Tegijad: Arnold Rüütel, Edgar Savisaar, Liina Tõnisson, Arvo Haug, Vaino Väljas, Eha Kostabi, Hardi Tiidus.  I. Parbus, Tallinn 2003. 150 S.
- Seitsmes suurriik Eestis. Fakte, mälestusi ja mõtteid Eesti Ajakirjanike Liidu 85. sünnipäeval. Revelex, Tallinn 2004. 307 S.
- Sihuke ma olen ja nii ma mõtlen. Revelex Kirjastus, Tallinn 2005. 100, [4] S.
- Tosin aastat Toompea leival. Deputaat Joosepi jutud. Absoluutne, Tallinn 2011. 207 S.
- Minu elu RAMETO-s, ehk, Kuidas me meelt jahutasime. Tänapäev, Tallinn 2012. 172 S.
- Kott seljas ümber "kodumaa". Go Group, Tallinn 2013. 281 S.
- Saksa ajal sündinu. Maagiline Ruum, Tallinn 2015. 320 S.
- Meie armsad loomad. Absoluutne, Tallinn 2016. 63 S.
- Poisi pesa puu otsas. Vana aja jutud. Absoluutne, Tallinn 2018. 71 S.
- Tormide ja tungide aeg Tallinnas  Absoluutne, Tallinn 2021. 231 S.
- Vene ajal võrsunu. Sissevaade argielule, ajakirjandusele ja huumorile ENSV-s läbi ühe tollase elukäigu. Maagiline Ruum, Tallinn 2023. 271 S.

## Übersetzungen ins Deutsche
- Der Zeitschlucker – Der Tourist – Was das Grüßen kosten kann – Ein Leben auf Rädern. Übersetzt von Viktor Sepp, in: Diamantensucher und andere estnische Humoresken. Hrsg. von Harri Lehiste. Perioodika, Tallinn 1980, S. 7–15.